# Deuterodon rosae
Deuterodon rosae är en fiskart som först beskrevs av Steindachner, 1908.  Deuterodon rosae ingår i släktet Deuterodon och familjen Characidae. Inga underarter finns listade i Catalogue of Life.